# Géhenne
Pour l’article ayant un titre homophone, voir GN.

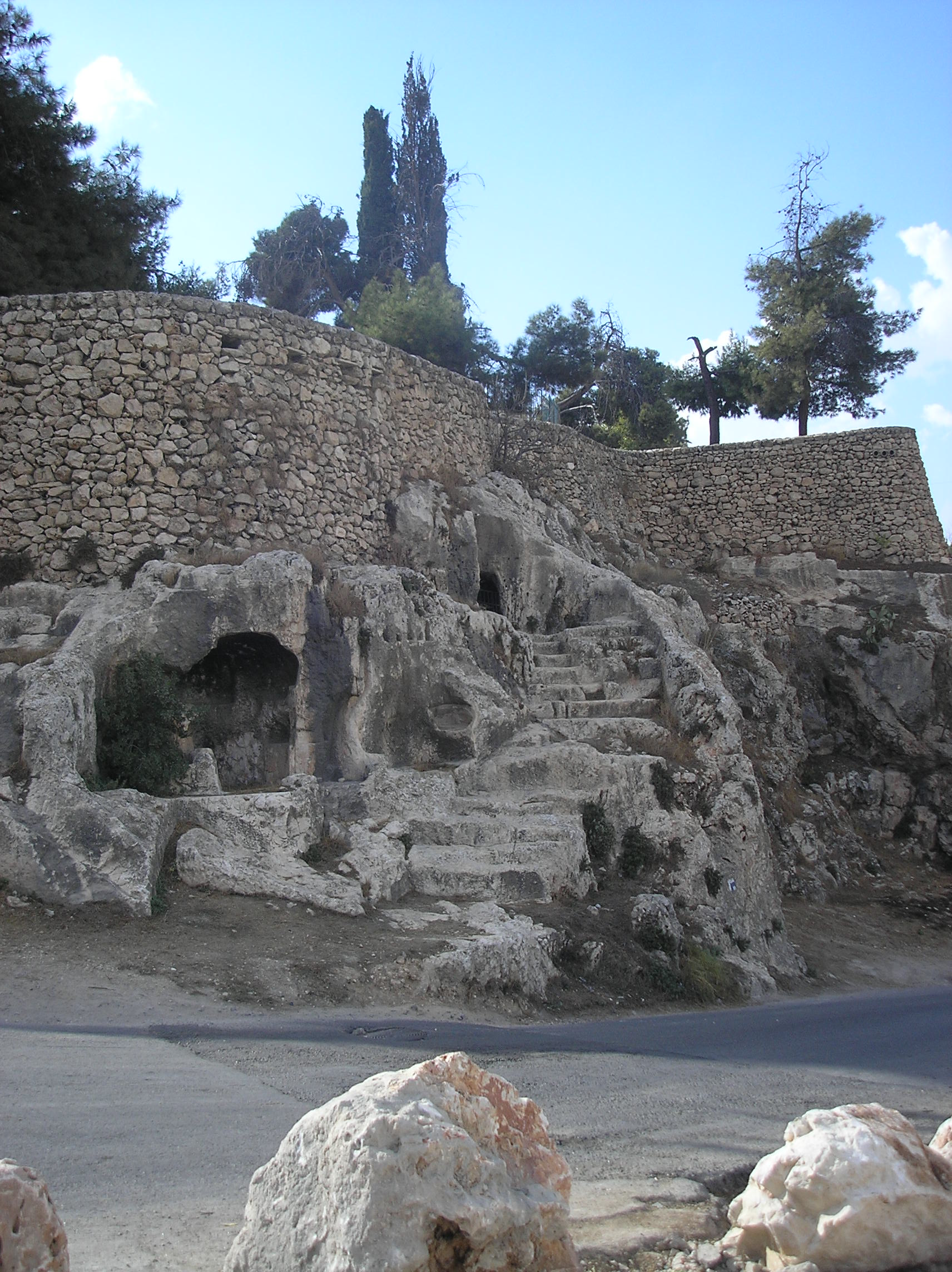
Tombeaux dans la vallée de Hinnom.

Le Guei Hinnom (héb. גיא הנום Vallée de Hinnom, ou גיא בן הנום Guei ben Hinnom, Vallée des Fils de Hinnom, rendu en grec par Γέεννα / Géenna qui a donné gehenna en latin et de là, géhenne en français) est une vallée étroite et profonde située au sud et au sud-ouest de Jérusalem, correspondant au Wadi er-Rababi. Elle passe à l'ouest de l'actuelle Vieille Ville puis au sud du mont Sion et débouche dans la vallée du Cédron.
Convertie ensuite en dépotoir dont la pestilence émane à des lieues à la ronde, la Géhenne acquiert dans la littérature juive ultérieure, tant apocalyptique que rabbinique et chrétienne, une dimension métaphorique, devenant un lieu de terribles souffrances, puis de demeure après la mort pour les pécheurs. Elle fut également réputée pour être le lieu de réclusion des lépreux et pestiférés. Alors qu'elle n'est qu'un lieu de passage, voire la dénomination d'un processus de purification des âmes dans la pensée juive, elle se confond, sous l'influence de la pensée grecque, avec l'Enfer dans la pensée chrétienne, puis musulmane, le Jahannam du Coran n'ayant plus aucune parenté avec le Wadi er-Rababi.

## Le Gue Hinnom dans la Bible hébraïque
La vallée de Hinnom est mentionnée pour la première fois dans le livre de Josué, afin de décrire la limite entre le territoire de la tribu de Juda et celui de la tribu de Benjamin.
Le roi Salomon y érige des hauts-lieux aux idoles moabites et ammonites ; les rois idolâtres y font passer leurs fils ainés au feu, pour le consacrer au Moloch au lieu-dit du Topheth au lieu de les sanctifier à Yahvé.
Les infanticides se poursuivent encore au temps de Jérémie, qui invective les Hyérosolimitains se livrant à ce culte idolâtre et à la perpétration d'abominations, et prophétise la destruction de Jérusalem.
Son contemporain, le roi Josias, également farouche opposant au culte, bien que Baal n'y soit pas directement mentionné, profane le lieu en y répandant des ossements humains, à la suite de quoi la vallée sert de dépotoir, des feux brûlant continuellement pour maintenir les déchets à un niveau bas.
La vallée de Hinnom et le Topheth ont déjà acquis une réputation détestable au temps des prophètes : Isaïe y promet au roi d'Assyrie sa dernière demeure, et prophétise qu'après la délivrance de Sion, les cadavres de ceux qui se sont élevés contre YHWH brûleront en permanence. Toutefois, ces prophéties, qui nourriront les conceptions du jugement dernier, ne contiennent aucune allusion à un au-delà et semblent plutôt se rapporter à ce monde, évoquant aux auditeurs des images désagréables bien connues.

## Le Gue Hinnom dans la littérature apocalyptique
Bien que l'idée d'une rétribution divine des bons et des impies figure déjà dans la Bible hébraïque, notamment dans Da 12,2, l'idée d'un séjour des morts distinct du Sheol (dans lequel se retrouvent tous les morts sans distinction), n'apparait pas sur papier avant la littérature apocalyptique, un genre florissant dans la culture juive post-exilique. La présence de thèmes communs à celle-ci et à la littérature rabbinique, qui frappe pourtant d'anathème quiconque étudie ces livres non-canonisés, ainsi qu'aux Évangiles, suggère que ces idées étaient fortement répandues dans la population.
Il semble y avoir deux définitions de la Géhenne :
- Le Livre d'Énoch[13] décrit un Sheol divisé en quatre compartiments : dans le premier, les justes accomplis attendent avec allégresse le Jour du Jugement, dans le second, les personnes modérément bonnes attendent leur récompense, dans le troisième, le Guehinnom, les pécheurs sont punis et attendent leur jugement lors de la résurrection, le quatrième étant un lieu de tourments et d'opprobre éternels pour ceux qui ne méritent même pas la résurrection.
La littérature juive alexandrine[14] identifie cette Géhenne à l'Hadès, qui désigne aussi le Sheol dans la Septante.
- D'autre part, toujours dans le Livre d'Énoch, la Guéhenne semble encore se situer dans la vallée de Hinnom, lieu maudit parmi toutes les vallées saintes, mais il s'agit là du lieu de tourment éternel suivant le Jugement Dernier[15]. C'est également en ce sens que l'entend l'auteur de 4 Ezra[16].

## Le Guehinnom dans la littérature rabbinique
Les thèmes d'un lieu tantôt réel, tantôt symbolique, associé au Sheol, d'un endroit d'expiation ou de souffrances éternelles, se retrouvent dans les traditions orales rabbiniques, couchées sur papier dans les Talmuds et le Midrash, mais elles sont développées de façon différente.
Selon les Sages, la Géhenne est antérieure au monde, et son feu fut créé lors du deuxième jour de la Création. Elle est de dimensions bien supérieures au monde, et la vallée de Hinnom n'en est que l'une des entrées, une autre se trouvant dans le désert, et une troisième dans la mer. Selon certains, le Guehinnom a également pour noms Sheol, Abadon, Puits du Carnage, Puits de Sheon, Tit Hayon, Tzalmavet et Monde inférieur.
Il s'agit d'un lieu, décrit comme une antichambre (ou une voie d'entrée) pour toutes les âmes (et non les seules perverses). On y est jugé pour ses actes au cours de la vie. Dieu n'en est pas « absent » (comme dans l'enfer chrétien), et on y reste pour une durée maximum de douze mois, sauf rarissimes exceptions comme Elisha ben Avouya, pour être purifié en vue du monde à venir (heb. עולם הבא olam haba; parfois considéré comme le paradis).
La Kabbale décrit également l'âme dans la Géhenne, se « cassant » comme la flamme d'une chandelle en allume une autre : une partie de l'âme est purifiée et « remonte » au créateur, l'autre revient dans le monde des vivants afin de réparer les fautes antérieurement commises.

## La Géhenne dans le Nouveau Testament
La γεέννα se trouve mentionnée une douzaine de fois dans le Nouveau Testament, et est généralement rendue par le mot Enfer (Louis Segond conserve toutefois l'appellation « géhenne »), bien que, dans certaines occurrences, Jésus puisse faire référence à la Vallée de Hinnom elle-même.
Dans saint Marc au chapitre 9 versets 43-50, Jésus fait référence trois fois à la Géhenne : « Et si ta main est pour toi une occasion de chute, coupe-la. Mieux vaut pour toi entrer manchot dans la vie éternelle que de t’en aller dans la géhenne avec tes deux mains, là où le feu ne s’éteint pas. »
La géhenne est communément synonyme de tortures, d'intenses souffrances. Pour d'autres, comme les Témoins de Jéhovah, elle est le symbole d'une destruction totale, complète.

## Le Géhennem dans l'islam
L'enfer est désigné, par le Coran, sous deux termes différents. Le premier nâr signifie « feu » tandis que le second Jahannam (arabe : جهنم / ǧahánnam ; turc : cehennem ; bosnien : džehennem) provient de l'hébreu Ge Ben-Hinnôm et désigne la « vallée des enfants de Hinnôm », terme lié à l'immolation d'enfants dans le cadre du culte de Baâl. Ce terme sera considéré, par la suite, comme un synonyme du sheol. D'autres termes, comme la « fournaise », le « feu ardent »…, sont utilisés par le Coran pour désigner cet endroit ou les châtiments qui y sont subis,.
La description de l'enfer musulman ressemble fortement à celle de l'enfer tel que décrit dans la littérature eschatologique juive. Le Coran insiste, dans la description de l'enfer, sur le feu et sur son caractère destructeur. Les damnés en sont entourés et brulés. Le Coran semble évoquer ce feu comme un châtiment avant tout corporel. De même, celui-ci, comme les sources juives, évoque une obscurité. D'autres tourments comme l'eau bouillante dans laquelle sont jetés les damnés ou les vents pestilentiels sont évoqués par le Coran. Une description très précise de ces tourments est donnée par le Coran. Le Coran (Q17:60) y décrit aussi un arbre dont les fruits ressemblent à des têtes de satans,. Ce passage pourrait s'être inspiré des palmiers décrits par un texte juif à l'entrée de l'enfer.